# Il principe di Roma
Il principe di Roma è un film italiano del 2022 diretto da Edoardo Falcone.
Il film è ispirato al racconto Canto di Natale di Charles Dickens.

## Trama
Roma, 1829. L'avido Bartolomeo, borghese arricchito che agogna di essere ammesso alla nobiltà, architetta un piano segreto con il principe Accoramboni per sposarne la figlia e comprarsi il titolo nobiliare in cambio di 10.000 scudi. L'incaricato del trasporto del denaro finisce però arrestato, e quindi sul patibolo a Piazza del Popolo, per aver ucciso l'amante della moglie, senza rivelare a Bartolomeo dove aveva messo gli scudi.
Bartolomeo si rivolge allora ad una negromante per mettersi in contatto con l'anima del ghigliottinato, ma riceverà invece le visite di tre singolari fantasmi che lo metteranno alla prova facendolo viaggiare nel suo passato e nel suo futuro. Scoprirà di essere stato il figlio illegittimo della sorella del principe Accoramboni, costretta dal fratello a lasciare il bambino in orfanotrofio e a rinchiudersi in un convento di clausura fino alla morte prematura per crepacuore. E scoprirà soprattutto chi gli vuole bene veramente e chi lo odia per i soprusi subiti. Deciderà così di ravvedersi, sposando la fida governante Teta, e portandosi a casa il ritratto della madre principessa.

## Distribuzione
Il film è stato presentato il 15 ottobre 2022 fuori concorso alla Festa del Cinema di Roma 2022 ed è stato distribuito nelle sale cinematografiche italiane il 17 novembre 2022. In tv viene trasmesso per la prima volta su Sky Cinema Comedy il 20 agosto 2023.